# ريتشارد لوي (لاعب كريكت بريطاني)
ريتشارد لوي (18 يونيو 1869 في المملكة المتحدة - 3 يوليو 1946) (بالإنجليزية: Richard Lowe)‏ هو لاعب كريكت بريطاني (وحمل سابقاً جنسية المملكة المتحدة لبريطانيا العظمى وأيرلندا). لعب مع نادي مقاطعة غلاموركن للكريكت ‏ ونادي مقاطعة ساسكس للكركيت ‏.

## وصلات خارجية
- ريتشارد لوي على موقع إي آس بي آن كريك إنفو (الإنجليزية)